# Villa Unión (Santiago del Estero)
Villa Unión is een plaats in het Argentijnse bestuurlijke gebied Mitre in de provincie Santiago del Estero. De plaats telt 483 inwoners.